# Georgios Koskotas
Georgios Koskotas (in greco Γιώργος Κοσκωτάς, noto anche come Il grande imbroglione, Ο Μεγαπατεώνας; Atene, 1953) è un ex uomo d'affari greco-americano, che legò il suo nome ad uno scandalo politico e finanziario che sconvolse la Grecia nell'ultimo decennio del XX secolo.

## Gli anni giovanili
Giorgio Koskotas proveniva da una famiglia povera. All'età di 17 anni emigrò con la famiglia negli Stati Uniti. Dopo dieci anni tornò in patria con la moglie e i tre figli. Trovò impiego presso la Banca di Creta. Due anni dopo aveva già assunto la carica di consigliere amministrativo della piccola banca. Sotto la sua gestione la banca di Creta cominciò ad espandersi a macchia d'olio con l'apertura di nuove agenzie sul territorio nazionale.

## La vertiginosa ascesa nel settore dei media
Nel 1983 Giorgio Koskotas fece un primo, timido ingresso nel mondo dei media con l'acquisto della rivista "ENA". Subito dopo fondò una nuova casa editrice, la Multi-Media, con etichetta di facciata Grammi e con sede a Pallene, un sobborgo nella parte nord occidentale di Atene. L'anno successivo il gruppo divenne proprietario di due testate storiche, Bradini e Kathimerini, acquistate dalla proprietaria Eleni Vlachos dietro esborso di una ingente somma. Furono acquistati macchinari tipografici che pochi al mondo possedevano a quel tempo. Con questa tecnologia fu facile per il gruppo pubblicare un nuovo quotidiano dal titolo "24 ore", dotato di una veste tipografica ricalcata sul modello del giornale USA Today e una radio privata, SKAY, dove lavoravano, dietro generose remunerazioni, i più bei nomi del giornalismo greco. I due mezzi d'informazione, da soli, si accaparrarono una larga fetta di mercato ma ebbero vita breve. Nel novembre del 1987 Giorgio Koskotas divenne proprietario dell'Olympiakos, famosa squadra di calcio del Pireo, acquistata da Stavros Daifas.

## Lo scoppio dello scandalo
Gli altri editori, sentendo minacciata la sopravvivenza dei loro quotidiani, cominciarono ad attaccare il nuovo arrivato. La battaglia fu aperta prima dal giornale Ethnos, appartenente all'imprenditore Giōrgos Mpompolas, con un articolo “Koskotàs il mafioso”. Mpompolas fu poi querelato da Koskotas e condannato dal tribunale al risarcimento dei danni. Seguirono altri attacchi dai giornali appartenenti al gruppo Lambrakis, in cui si chiedeva l'intervento della giustizia, ma nessuno ebbe l'effetto sperato. Toccò al giornale Eleutherotypia dell'editore Tegopulos, a sferrare il colpo decisivo. L'articolo intitolato: Lettera aperta al primo ministro Andreas Papandreou e firmato dallo stesso Tegopulos svelava le responsabilità del primo ministro nell'affare. Incoraggiati dall'articolo, anche i giornali Ta Nea e To Vima del gruppo Lambrakis pubblicarono quanto sapevano sull'affare coinvolgendo i nomi del vice primo ministro Menios Koutsoyorgas e del ministro della giustizia Tsovolas. La magistratura fu costretta a intervenire e invitò Koskotas a chiarire le accuse.

## La fuga e l'arresto negli USA
Giorgio Koskotas, anziché presentarsi agli inquirenti, preferì fuggire in Brasile con un aereo privato messogli a disposizione dall'amico Argyris Saliarelis. Riparò quindi negli Stati Uniti ma fu arrestato dall'FBI il 23 novembre 1988 per vecchi reati di evasione fiscale commessi quando lavorava in quel paese. Fu rinchiuso nella prigione di Salem, nel Massachusetts. Dal carcere dichiarò agli inquirenti americani di aver sempre agito dietro istruzioni del primo ministro e del vice primo ministro Menios Koutsoyorgas confermando in più punti l'articolo del quotidiano Eleutherotypia. Supplicò inoltre i magistrati americani di non procedere alla sua estradizione o per lo meno di rimandarla a quando Andreas Papandreou non fosse stato più in carica, in quanto temeva per la sua vita.

### Le interviste alla rivista Time
Dal carcere di Salem Giorgio Koskotas concesse interviste alla rivista Time, in cui scendeva in particolari su come il danaro nei forzieri della Banca di Creta passasse nelle tasche di membri del governo. Dichiarò di aver distribuito enormi quantità di danaro in contanti, chiuso per lo più in scatoloni che servivano ad imballare pacchi di pannolini, a dirigenti del governo e ad alti esponenti del PASOK. Fece i nomi dell'allora ministro dei Trasporti e delle Comunicazioni Giorgio Petsos e del ministro Dimitris Tsobolas che in seguito furono chiamati a deporre. 

## La vendita all'asta delle sue imprese
Intanto in Grecia veniva accertato il buco miliardario della Banca di Creta, come era stato denunciato negli articoli di Eleutherotypia ed il giudice fallimentare aprì la vendita all'asta delle imprese del gruppo. L'imprenditore Aristidis Alafouzos si accaparrò l'emittente radiofonica SKAI e l'autorevole giornale Kathimerini. I moderni macchinari del gruppo e l'edificio di Pallene che li ospitava vennero acquistati in comproprietà dai proprietari dei maggiori quotidiani Eleftheros Typos, Apogevmatini, Ta Nea, To Vima ecc., consentendo alla stampa greca un salto di qualità per quanto riguarda la veste tipografica. La squadra di calcio Olympiakos, molto indebitata, fu acquistata dall'imprenditore Sokratis Kokkalis.

## L'estradizione in Grecia
Nel 1991 fu estradato in Grecia dove fu rinchiuso nel carcere Korydallo di Atene.

## La concessione degli arresti domiciliari
Il 16 marzo del 2003 il tribunale greco concesse a Giorgio Koskotas il beneficio degli arresti domiciliari ma sotto condizione di presentarsi ogni 15 giorni al locale distretto di polizia di Ekali. Gli era negato il rilascio del passaporto ed il diritto di espatriare. Giorgio Koskotas aveva scontato i tre quinti della pena inflittagli dai giudici per il buco di 33 miliardi di dracme alla Banca di Creta.

## Nella letteratura
Le vicende relative allo scandalo Koskotas sono raccontate nel romanzo "K. l'orgia del denaro", di Vasilīs Vasilikos.
| Controllo di autorità | VIAF (EN) 65569846 · ISNI (EN) 0000 0000 2751 8839 · LCCN (EN) n88215023 |